# St. Gallus (Derendingen)

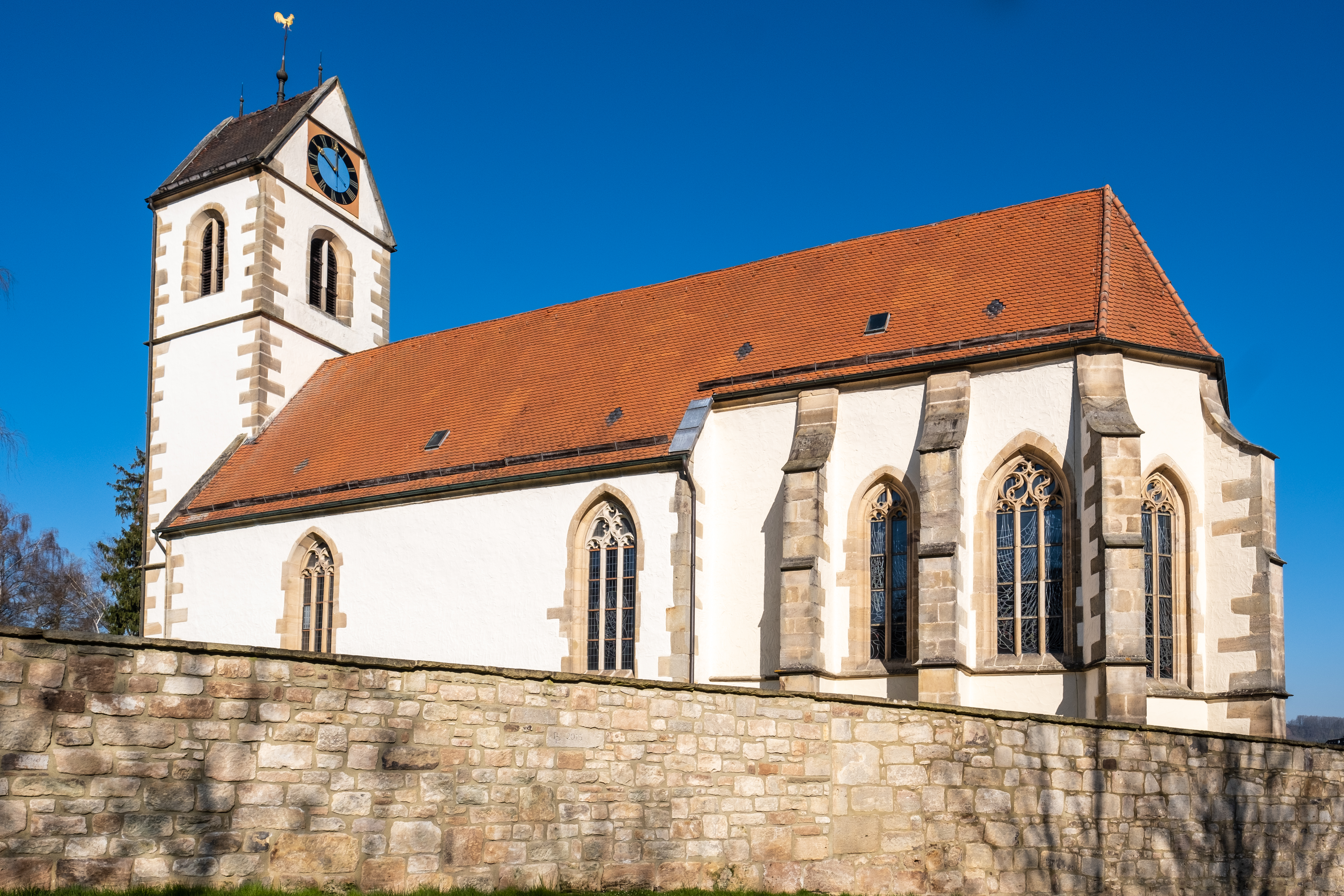
St. Gallus in Derendingen

Die evangelische Pfarrkirche St. Gallus steht in Derendingen, einem Gemeindeteil der Universitätsstadt Tübingen im Landkreis Tübingen in Baden-Württemberg. Die Kirchengemeinde gehört zum Kirchenbezirk Tübingen der Evangelischen Landeskirche in Württemberg. Sie ist beim Landesamt für Denkmalpflege Baden-Württemberg als Baudenkmal eingetragen.

## Beschreibung
Die spätgotische Saalkirche wurde 1561 bis 1563 unter Benutzung der Außenwände des durch einen Brand zerstörten Vorgängerbaus aus dem frühen 16. Jahrhundert errichtet. Sie wurde 1899/1900 sowie 1979/80 renoviert und besteht aus einem Kirchturm im Westen des Langhauses, und einem eingezogenen, dreiseitig geschlossenen, Chor im Osten, deren Wände von Strebepfeilern gestützt werden, zwischen denen sich Maßwerkfenster befinden. Das oberste Geschoss des Kirchturms beherbergt den Glockenstuhl, in dem vier Kirchenglocken hängen. Die Zifferblätter der Turmuhr befinden sich im Giebel des Kirchturms.
Der Innenraum des Langhauses wurde 1561 mit einer bemalten Kassettendecke überspannt. Die Orgel ist ein 1981 von Orgelbau Weigle umgebautes und um ein zweites Manual erweitertes Werk von ursprünglich Johann Viktor Gruol d. Ä. von 1832 mit nunmehr 21 Registern.